# Adolfo Pérez Esquivel
Adolfo Pérez Esquivel (Buenos Aires, 26 de noviembre de 1931) es un activista, profesor, escultor y pintor argentino, destacado como defensor de los derechos humanos y del derecho de libre autodeterminación de los pueblos, y proponente de la teología de la liberación.
En 1980 recibió el Premio Nobel de la Paz por su compromiso con la defensa de la Democracia y los Derechos Humanos por medios no-violentos frente a las dictaduras militares en América Latina. En su discurso de aceptación le afirmó al mundo que no lo asumía a título personal, sino "en nombre de los pueblos de América Latina, y de manera muy particular de mis hermanos los más pobres y pequeños, porque son ellos los más amados por Dios; en nombre de ellos, mis hermanos indígenas, los campesinos, los obreros, los jóvenes, los miles de religiosos y hombres de buena voluntad que renunciando a sus privilegios comparten la vida y camino de los pobres y luchan por construir una nueva sociedad".
Fue presidente del Consejo Honorario del Servicio Paz y Justicia América Latina, presidente ejecutivo del Servicio Paz y Justicia Argentina, de la Comisión Provincial por la Memoria de Buenos Aires, de la Liga Internacional por los Derechos y la Liberación de los Pueblos, de la Academia Internacional de Ciencias Ambientales, de la Fundación Universitat Internacional de la Pau de San Cugat del Vallés (Barcelona, España), y del Consejo Académico de la Universidad de Namur, Bélgica. También es miembro del Tribunal Permanente de los Pueblos, del Comité de Honor de la Coordinación internacional para el Decenio de la no violencia y de la paz, del Jurado Internacional del Premio de Derechos Humanos de Núremberg, del jurado del Premio de Fomento para la Paz “Felix Houphouet Boigny” de la UNESCO, del programa de educación internacional "Peacejam", del Consejo Mundial Proyecto José Martí de Solidaridad Mundial, del Consejo Asesor del Canal Telesur y del Consejo Directivo del Instituto Espacio para la Memoria (IEM) y actualmente da clase en un seminario sobre la Paz en la facultad de Ciencias Sociales de la UBA.

## Biografía

### Infancia y juventud

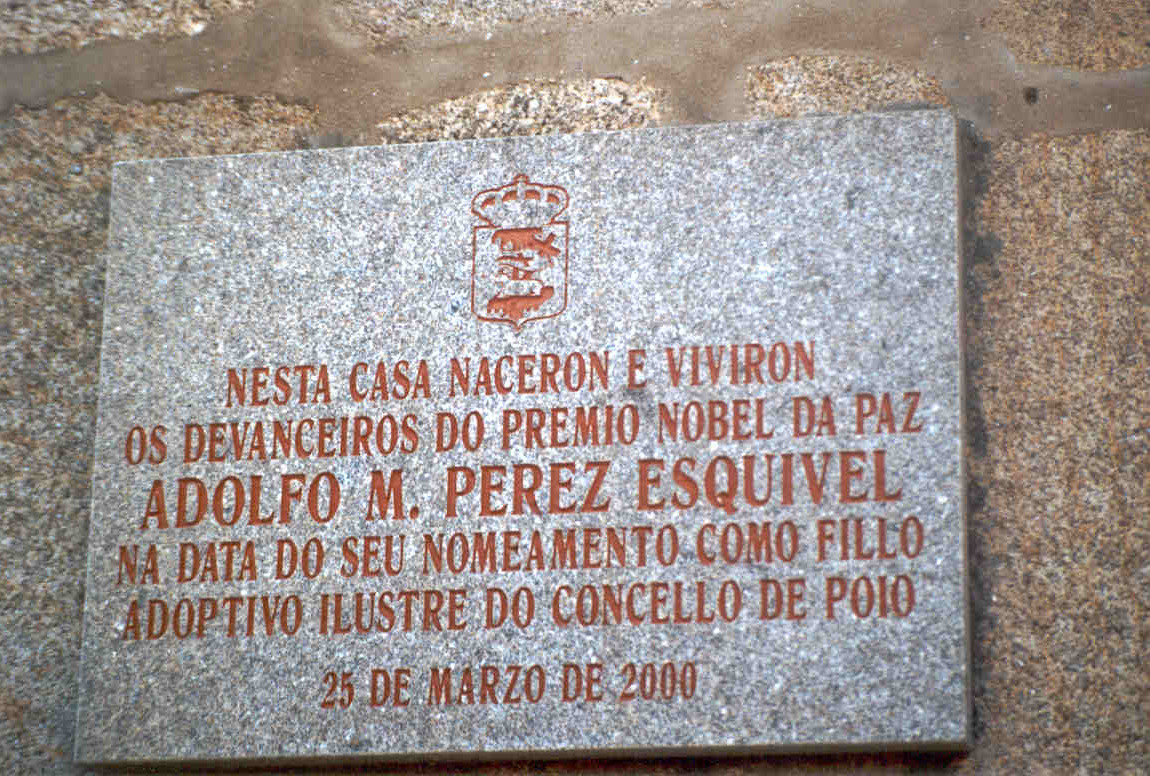
La placa del Concejo Municipal de Poio, en la provincia de Pontevedra, declarando al Premio Nobel de la Paz Adolfo Pérez Esquivel como hijo adoptivo de esta localidad, constituye un ejemplo del intenso y largo proceso de la emigración gallega al continente americano.

Nació el 26 de noviembre de 1931 en Defensa y Humberto Primo, pleno corazón del barrio San Telmo de la ciudad de Buenos Aires, Argentina. Su padre, Cándido Pérez González, nacido el 30 de septiembre de 1877, era un inmigrante español que trabajaba de pescador en Combarro, provincia de Pontevedra, por lo que como muchos argentinos, posee ascendencia gallega. Adolfo tendrá manifestado que: su madre, era de origen vasco.

"Mi padre siempre hablaba de Galicia, de Pontevedra. Sabía que él era de un pequeño lugar de Pontevedra, y que había sido marinero, pero siempre fue un hombre bastante reservado y yo tuve pocas referencias sobre esta parte de la familia. Mi padre, a pesar de vivir allá, tenía el corazón y su mente aquí. Con los años comencé a recordar que siempre íbamos a un bar allí, en Argentina, que tenía un cuadro... un cuadro del que él decía una y otra vez : «Eso es Combarro». Por otro lado, esta búsqueda es el resultado del convencimiento de que todos tenemos que volver a nuestros orígenes"

Al no poder mantener reunida a la familia, su padre decidió buscar ubicación para sus cuatro hijos. Buena parte de su infancia la vivió como pupilo en el Patronato Español de Colegiales (ciudad de Buenos Aires) luego de que su padre regresara a España. Fue en ese momento cuando comenzó su amor hacia la escultura y también allí aprendió a tallar la madera. Igualmente vivió un tiempo con su abuela Eugenia, que hablaba guaraní pero casi nada de castellano, en Haedo, Provincia de Buenos Aires. De ella aprendió mucho sobre la historia y la tradición de los pueblos nativos de América. Luego volvió a reunirse con su familia y todos se fueron a vivir a una casa del barrio de San Telmo donde culminó el tramo fundamental de su educación primaria con los Franciscanos, en el colegio que la orden regentaba en la ciudad de Buenos Aires.
Esquivel comenta que con el tiempo comenzó a entender su formación religiosa de una nueva forma: "Yo tuve que hacer toda una relectura del Evangelio, redescubrir la dimensión espiritual a través de lecturas y conversaciones. Pero la fe no la podemos vivir sectariamente, sino que tenemos que compartirla".
Empezó a trabajar a los once años:

"Éramos muy pobres, así que muchas veces me acostaba sin comer. Otras, el boliche nos tenía que fiar un café con leche. Para no acostarme con la panza vacía había que trabajar. Vendí diarios en el tranvía, después fui cadete de oficinas, peón de jardinería, y más tarde, me dediqué a proyectitos de instalación de negocios hasta que pude vender algún cuadrito".
Adolfo Pérez Esquivel

Estudió en la Escuela Nacional de Bellas Artes Manuel Belgrano, que en ese momento estaba en la calle Cerrito, cerca de Retiro. Escuela en la cual después sería profesor.
La etapa de adolescente fue particularmente activa en los grupos juveniles preocupados por insertar su inclinación cultural en la realidad. Él mismo recuerda: "Tratábamos de hacer exposiciones, ir a las barriadas, hacer participar a los chicos. Hicimos muestras en fábricas y tratamos de que los obreros comenzaran a expresarse, a hacer sus propias obras".
A su esposa, Amanda Guerreño, la conoció a los 15 años, porque era amigo de su hermano. Juntos estudiaron en la Universidad Nacional de La Plata, donde ella se recibió de profesora superior de piano y composición y él como pintor y escultor.
Respecto al contexto social Adolfo Pérez Esquivel destacaba:

"...había una participación juvenil intensa, y tratábamos de aprovechar lo que nos parecía mejor. Lo que no nos gustaba también lo decíamos, pero no nos guiábamos por una cuestión ideológica. No teníamos tiempo porque trabajábamos todo el día y estudiábamos de noche".
Adolfo Pérez Esquivel

## Trayectoria como activista

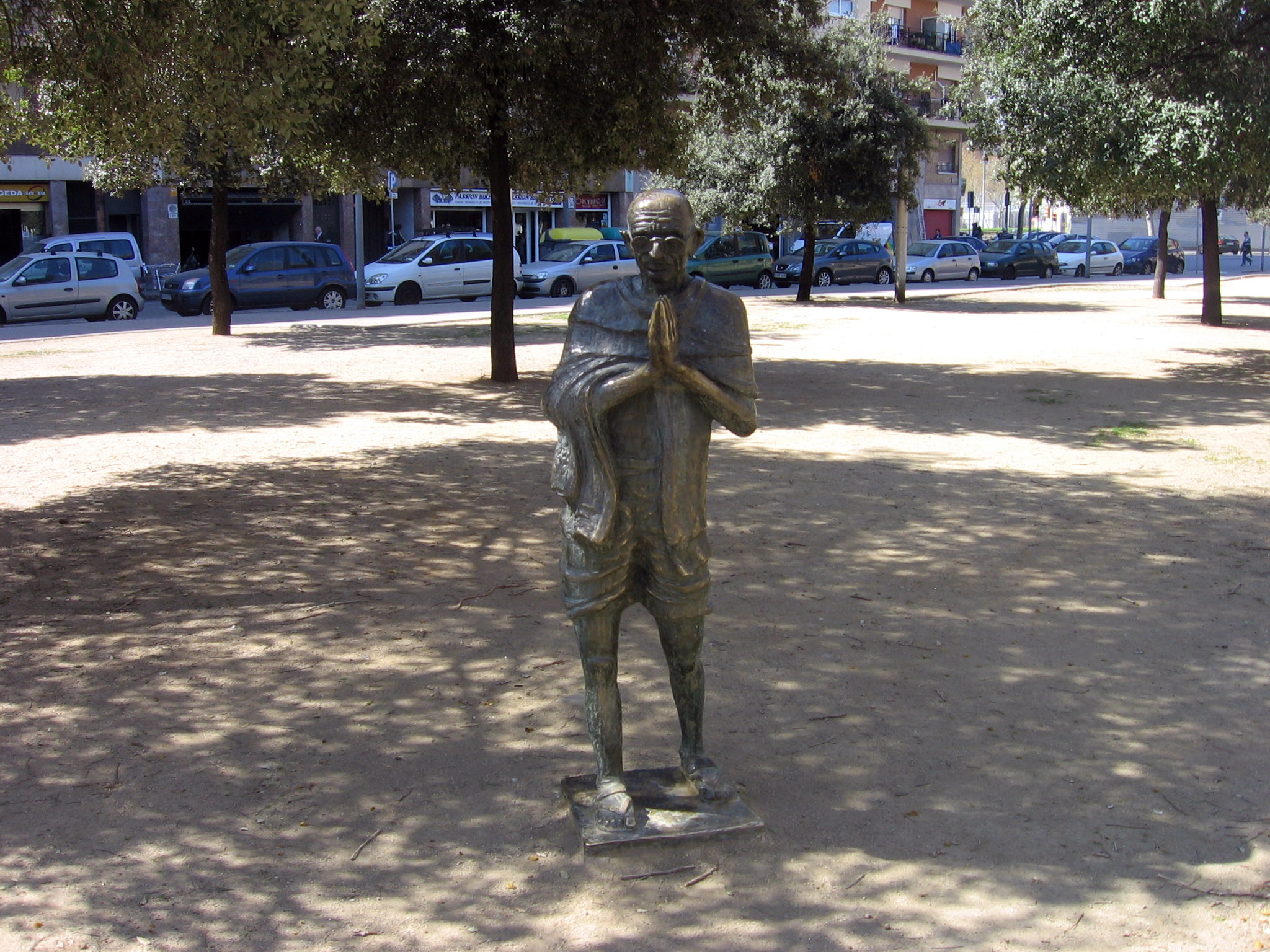
A Gandhi (1967), de Adolfo Pérez Esquivel, Jardines de Gandhi, Barcelona, España.

En la década del sesenta comenzó un trabajo con organizaciones y movimientos latinoamericanos cristianos cercanos a la Teología de la Liberación. Posteriormente participó como líder en los movimientos de no violencia y en 1973 fundó el periódico "Paz y Justicia" para difundir dicha filosofía y continuar apoyando la organización de grupos de base con sectores populares.
La violencia desatada en todo el continente iberoamericano y las graves violaciones de los derechos humanos, lo decidieron a asumir compromisos y responsabilidades con otros grupos y movimientos cristianos de otras partes del continente.
En 1974, en Medellín, Colombia, se le designó como coordinador general del Servicio Paz y Justicia para América Latina, compuesto por grupos y movimientos que trabajaron para lograr los objetivos de la Teología de la Liberación por medios no-violentos. Estos grupos, integrados ecuménicamente por religiosos, laicos, campesinos, indígenas, sectores populares, organizaciones de base, intelectuales, preocupados por la situación de sus países, buscaron articular acciones y políticas comunes frente a la violencia y opresión, generando alternativas y respuestas dentro de los espacios cada vez más restringidos y reprimidos de la sociedad. En la mayoría de los países iberoamericanos se impusieron cada vez más las dictaduras militares y se cometieron crímenes políticos de secuestro y desaparición forzada de personas.
En 1975, Adolfo Pérez Esquivel fue detenido y encarcelado por la policía militar de Brasil en el aeropuerto de São Paulo, junto a la Dra. Hildegard Goss-Mayr, del Movimiento Internacional de la Reconciliación. Fue encarcelado en 1976 en Ecuador junto con obispos y religiosos latinoamericanos y estadounidenses.
Con el golpe de Estado militar de Jorge Rafael Videla en Argentina, en 1976, y con la represión sistemática posterior, contribuyó a la formación y financiación de los enlaces entre organizaciones populares para defender los Derechos Humanos y apoyar a los familiares de las víctimas de la Dictadura. El Servicio Paz y Justicia, que él cofundó, evolucionó en este contexto y sirvió como instrumento para la defensa de los derechos humanos promocionando una campaña internacional para denunciar los crímenes cometidos por la Dictadura Militar. En el año 1975 contribuyó a fundar la Asamblea Permanente por los Derechos Humanos y el Movimiento Ecuménico por los Derechos Humanos. Posteriormente colaboró en la constitución de organismos de derechos humanos de familiares de las víctimas de la represión como fueron Madres de Plaza de Mayo, Abuelas de Plaza de Mayo, y Familiares de Detenidos y Desaparecidos por Razones Políticas.
En agosto de 1977, fue detenido en Buenos Aires, en el Departamento Central de la Policía Federal Argentina. Fue encarcelado y torturado, sin haberse hecho proceso judicial alguno, y fue puesto a disposición del Poder Ejecutivo. Permaneció en prisión 14 meses y en libertad vigilada otros 14 meses. Más tarde declararía haber sobrevivido a un vuelo de la muerte. Durante su prisión recibió el Memorial de la Paz Juan XXIII, otorgado por Pax Christi International, entre otros reconocimientos internacionales. El Servicio Paz y Justicia, entre otras organizaciones, fue una organización de apoyo y defensa de los Derechos Humanos, y desarrolló una fuerte campaña internacional para denunciar los crímenes de las dictaduras militares en el continente y el país. Esta actividad tiene como consecuencia la represión hacia el Servicio Paz y Justicia, tanto en Argentina como en otros países.

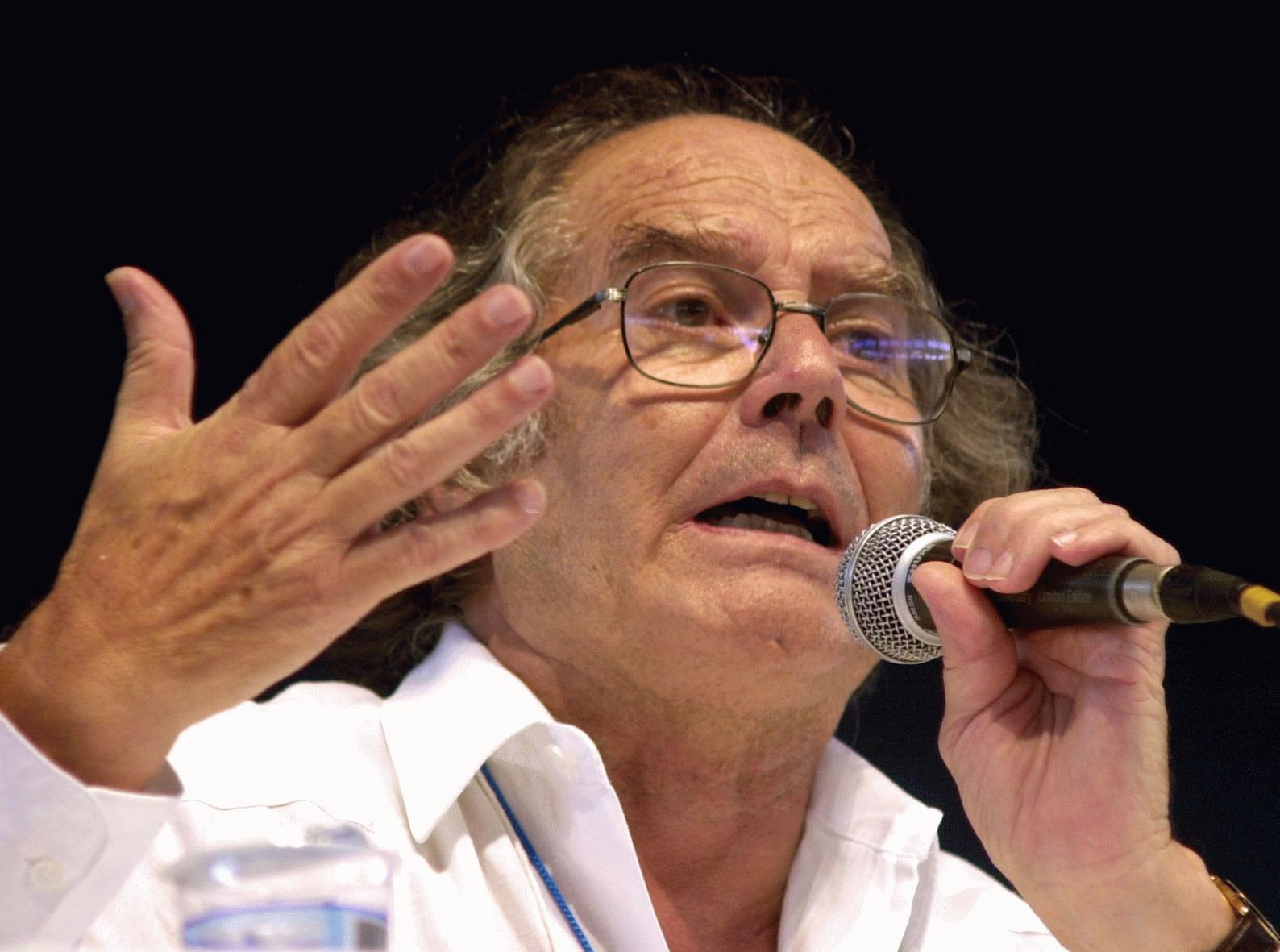
Adolfo Pérez Esquivel en el 2003

En 1980, Pérez Esquivel fue galardonado con el Premio Nobel de la Paz, por su trabajo en defensa de los Derechos Humanos en América Latina. Al recibir esta distinción declaró no recibirlo como un título personal sino "…en nombre de los pueblos de América Latina, y de manera muy particular de mis hermanos los más pobres y pequeños, porque son ellos los más amados por Dios; en nombre de ellos, mis hermanos indígenas, los campesinos, los obreros, los jóvenes, los miles de religiosos y hombres de buena voluntad que renunciando a sus privilegios comparten la vida y camino de los pobres y luchan por construir una nueva sociedad". Pérez Esquivel ha expresado claramente que su trabajo de ninguna forma es individual, sino que hay mucha gente desconocida que ha estado trabajando por la justicia y la libertad, de una forma colectiva.
Después del premio, Pérez Esquivel recorrió todos los países iberoamericanos aquejados por sus dictaduras y continuó su trabajo en Argentina y diversos países. Su labor continúa hasta el día de hoy en defensa de la vida, la Educación para la Paz, los Derechos Humanos, los campesinos, los necesitados y los Pueblos latinoamericanos.
Actualmente, además de ser Presidente del Consejo Honorario del Servicio Paz y Justicia latinoamericano y de la Comisión Provincial por la Memoria, es Presidente de la Liga Internacional para los Derechos Humanos y la Liberación de los pueblos, con base en Milán, Italia, y miembro del Tribunal Permanente de los Pueblos. Es miembro del Comité de Honor de la Coordinación internacional para el Decenio de la no violencia y de la paz. Es también presidente honorífico de la Fundación Universitat Internacional de la Pau de Sant Cugat del Vallés (Barcelona). Y desde el 2004 forma parte del Jurado Internacional del Premio de Derechos Humanos de Núremberg, que cada dos años otorga un premio a organizaciones o personas que se destacan en la promoción y defensa de los derechos humanos en el mundo, aun con el riesgo de su propia vida.
Gracias a su iniciativa se iniciaron procesos penales contra la dictadura militar argentina en Italia, España y Alemania. Luego de la Ley N.º 25 779 de nulidad de la Ley de Obediencia Debida y Punto Final del año 2003, también pudo continuar con el juicio que inició en 1984 al dictador Jorge Rafael Videla y otros represores en la misma Argentina: "Tenemos que fortalecer las instancias jurídicas para que esto no vuelva a ocurrir nunca más. Este juicio en Córdoba es muy emblemático. La Argentina avanzó quizá más que ningún país a nivel internacional. El juicio de Núremberg fue un tribunal ad hoc, aquí no. Aquí está en funcionamiento, y eso es lo que hay que valorar, es la justicia Argentina a través de un estado de derecho".
A lo largo de su carrera, Pérez Esquivel ha ayunado varias veces para pedir por la paz y por la ayuda en diversas cuestiones sociales.
En 2011, junto a varios sacerdotes jesuitas, contribuyó al otorgamiento del asilo político al excapitán de la Policía Nacional de Colombia Juan Carlos Meneses, después de atestiguar contra el ganadero Santiago Uribe, hermano del expresidente Álvaro Uribe Vélez, por la conformación de grupos paramilitares y de limpieza social en el norte del departamento colombiano de Antioquia.
En 2013 acudió junto con Natty Petrosino a una reunión frente a más de 500 personas, con motivo del primer "Congreso Callejero por la Paz", en Mar de Plata.
En el año 2017 acompañó a las islas Malvinas a una delegación de nadadores, junto con la Fundación "No me olvides", con el objetivo de que sean reconocidos los cuerpos de excombatientes que yacen en Puerto Darwin, dado que las tumbas tan sólo dicen: "Soldado caído, sólo conocido por Dios". La misión indicó que todos los caídos tienen derecho a la identidad y sus familias merecen saber donde están enterrados sus hijos.
En abril de 2017, firmó una carta apoyando al gobierno venezolano de Nicolás Maduro frente la presión internacional, calificándola como un "ataque irracional e irresponsable" contra Venezuela.

### Trayectoria docente
Durante más de 25 años ejerció la docencia en los niveles primarios, secundarios y universitarios, así como en la Facultad de Arquitectura y Urbanismo de la Universidad Nacional de La Plata, en la Escuela Nacional de Bellas Artes Manuel Belgrano.
También dictó clases en la Escuela Nacional de Bellas Artes de Azul; en el Instituto del Profesorado de Azul, Provincia de Buenos Aires y en la Escuela Normal y Colegio Nacional de Azul, hasta que quedó cesante durante la última dictadura militar en Argentina.
Luego retornó a la docencia con el advenimiento de la democracia.
Desde septiembre de 1998 es Titular de la Cátedra de "Cultura para la Paz y los Derechos Humanos", en la Facultad de Ciencias Sociales de la Universidad de Buenos Aires (UBA).
En el año 2006 la UBA le entregó el doctorado honoris causa en reconocimiento a su trayectoria y compromiso con la educación.
También lleva adelante desde el Servicio Paz y Justicia, el proyecto educativo “Aldea de Jóvenes para la Paz“, cuyo objetivo es el trabajo con niños en estado de riesgo social.
Permanentemente escribe cartas públicas de coyuntura y colabora con artículos y prólogos en diversas publicaciones sobre la situación sociopolítica de América Latina y del mundo.

### Trayectoria artística
La obra escultórica de Adolfo Pérez Esquivel tiene impresiones profundamente iberoamericanas, cromáticas, morfológicas, pero es considerada especialmente desde un prisma político.
Pérez fue becado por el Fondo Nacional de las Artes para realizar sus estudios en la Escuela Nacional de Bellas Artes de Buenos Aires y en la Universidad Nacional de la Plata.
Fue Profesor en la Facultad de Arquitectura y Urbanismo de la Universidad Nacional de La Plata, en la Escuela Nacional de Bellas Artes Manuel Belgrano y en el Instituto del Profesorado de Azul.
Como artista desarrolló una intensa actividad tanto en exposiciones y murales como en monumentos, entre los que se puede mencionar el Via Crucis Latinoamericano y Paño Cuaresmal realizado en 1992 en conmemoración de los 500 años de la conquista de América; el Monumento a los Refugiados, que se encuentra en la Sede Central del Alto Comisionado de Naciones Unidas para los Refugiados (ACNUR) en Suiza; el Mural de los Pueblos Latinoamericanos en la Catedral de Riobamba, Ecuador, dedicado a Monseñor Proaño y a los Pueblos Indígenas; y el emplazamiento de su escultura de bronce homenaje al Mahatma Gandhi en la Plaza Gandhi, en Barcelona (España), entre otras numerosas obras.
Recientemente ha inaugurado un Parque de la Memoria en el pueblo de Combarro, Galicia, construido en torno a una obra escultórica de su autoría. Así como también ha terminado un nuevo mural en la Iglesia de la Santa Cruz (San Cristóbal) por el compromiso de lucha de esta institución durante el período dictatorial.
Muchas de sus obras se encuentran en museos argentinos, como el Castagnino, el Museo de Arte Contemporáneo de Rosario, el Museo de Arte Moderno de Buenos Aires, pero también se ubican en el extranjero. Sus realizaciones estéticas son conocidas principalmente en Iberoamérica, Europa y Canadá.
En su obra artística pueden reflejarse los Versos Sencillos de José Martí cuando dicen: con los pobres de la tierra quiero yo mi suerte echar, puesto que su sensibilidad estética, sus colores y sus formas han estado y están comprometidos con ellos.

## Creencias
Según el abogado católico Emilio Mignone:

Adolfo Pérez Esquivel es un cristiano católico comprometido y un hombre de bien. [...] Se inspira en los principios cristianos, con aportes de Mahatma Gandhi y Martín Luther King. Propone la acción a favor de los desposeídos a través de la no violencia activa y en todos los países donde actúa está en primera línea en la defensa de los derechos humanos.
Emilio Mignone

De cualquier manera, en su discurso de aceptación del Premio Nobel, Pérez Esquivel recibió la distinción identificándose solo con «el hombre concreto latinoamericano, y como cristiano»:

Estoy convencido que la opción de la fuerza evangélica de la no violencia se abre como un desafío y a perspectivas nuevas y radicales. Una opción que prioriza un valor esencial y entrañablemente cristiano: la dignidad del hombre, la sagrada trascendente e irrenunciable dignidad del hombre que le viene del hecho primordial de ser hijo de Dios y hermano en Cristo y por lo tanto hermano nuestro.
Adolfo Pérez Esquivel,
discurso de aceptación del Premio Nobel de la Paz (10 de diciembre de 1980)

La mención a la fuerza evangélica de la no violencia —a las iglesias protestantes se les llama también iglesias evangélicas— provocó que un periodista anónimo del diario español El País confundiera la religión de Esquivel:

Pérez Esquivel, de religión protestante, afirmó que su movimiento estaba en la línea de la defensa de los derechos humanos propugnada por Lutero King [sic], Gandhi y el arzobispo brasileño Helder Cámara.
Periodista anónimo en artículo del diario El País (Madrid).

## Críticas
Adolfo Pérez Esquivel ha sido denunciado por Pablo Salum, sobreviviente de organizaciones sectarias e impulsor de Ley antisectas, de haber protegido a la secta Escuela de Yoga de Bs As, según documentos elaborados el 1 de marzo de 2002, en las que, bajo su propia firma, citan:

"En el caso Escuela de Yoga de Buenos Aires, los Organismos de Derechos Humanos hemos denunciado reiteradamente los gravísimos atropellos a los miembros de la Escuela durante los 9 años en que se prolongó la tramitación de ese irregular proceso, que culminó con el sobreseimiento en todas las instancias judiciales de las personas imputadas. 

Es mi deber informar esta circunstancia a las autoridades, por el bien de nuestro país.
Lo saluda muy atentamente.
Adolfo Pérez Esquivel
Fundación Servicio Paz y Justicia"

Con relación a la detención del líder de dicha organización Juan Percowicz, en la comisaría 33a, según citan dichos documentos. Sobre el mismo evento policial intervinieron también el Centro de Estudios Legales y Sociales, Madres de Plaza de Mayo, Abuelas de Plaza de Mayo, la Asamblea Permanente por los Derechos Humanos, la Asociación Americana de Juristas, H.I.J.O.S, Eugenio Zaffaroni y Osvaldo Bayer entre otros organismos y personalidades de los derechos humanos.
Luego de lo sucedido La Fundación Servicio Paz y Justicia, presidida por Adolfo Pérez Esquivel, emitió un comunicado aclarando lo ocurrido y manifestando su interés en que haya justicia y reparación para las víctimas:

Comunicado del Servicio Paz y Justicia
Ante denuncias vinculadas al accionar de la Escuela de Yoga de Buenos Aires, queremos señalar que repudiamos cualquier hecho delictivo vinculado a redes de trata de personas como ha sido histórico en nuestra entidad.
A la vez expresamos preocupación y rechazo a los ataques hacia nuestro Presidente Honorario, Adolfo Pérez Esquivel, como así también a otros organismos de DDHH basados en mentiras y difamación.
En el año 2002, el SERPAJ, junto a otros organismos de DDHH se manifestó de buena fe solicitando información respecto de situaciones de agresión física que sufrieron integrantes de esa organización. De acuerdo a la información con la que contábamos se trataba de personas a las que la justicia había sobreseído de varias acusaciones y determinado la falta de mérito en la causa.
Integrantes de la organización en cuestión hoy están procesados por varios delitos graves, y es de nuestro interés que la justicia siga su curso y que las víctimas de esos abusos tengan la reparación que les corresponde.
Al Estado de derecho hemos dedicado nuestra vida. Ante las denuncias vinculadas queremos expresar nuestro compromiso con la Verdad y la Justicia y contra la impunidad de cualquier delito ejercido hacia personas o pueblos.
Agosto 17 del 2022
SERVICIO PAZ Y JUSTICIA (SERPAJ)

## Obras
Esquivel es autor de seis libros:
- El Cristo del Poncho (1981).
- Via Crucis Latinoamericano y Paño de Cuaresma (1992).
- Caminar junto a los pueblos. Experiencias no violentas en América Latina (1995).
- Una gota de tiempo. Crónica entre la angustia y la esperanza (1996) - (Autobiografía)
- Cultivemos la Paz. Conversaciones con Philippe de Dinechin (2000)

En 2011 editó Resistir en la Esperanza con una compilación de sus cartas y artículos más destacados de los últimos 40 años con motivo del trigésimo aniversario del recibimiento del Nobel. Y también La Fuerza de la Esperanza, libro de conversaciones filosóficas con Daisaku Ikeda, el presidente de la institución budista internacional, Soka Gakkai.

## En el cine
En 2010 se estrenó la película Adolfo Pérez Esquivel. Otro mundo es posible, dirigida por Miguel Mirra, relatando su vida y su lucha.
Además Pérez Esquivel apareció en numerosas películas y documentales.

## Distinciones

### Doctoradoshonoris causa
- Universidad Nacional de Río Cuarto, Córdoba, Argentina.
- Universidad de Buenos Aires, Argentina.
- Universidad Nacional de Salta, Argentina.
- Universidad Nacional de La Plata, Argentina.[28]
- Universidad Mayor de San Andrés, Bolivia.
- Universidad Nacional "Siglo XX", Potosí, Bolivia.
- Universidad de San Cristóbal de Huamanga, Ayacucho, Perú. (1984)
- Universidad Nacional Mayor de San Marcos, Lima, Perú.
- Universidad del Estado Paulista, de Brasil.
- Universidad Saint Joseph, de Filadelfia, Estados Unidos.
- Universidad de Vilanova, Pensilvania, Estados Unidos.
- Christian Brothers College, Memphis, Estados Unidos.
- Universidad Georgetown, Washington, Estados Unidos.
- Universidad de Rockhurst, Misuri, Estados Unidos.
- Universidad Soka Gakkai, de Japón, le otorga igual distinción junto con la de Profesor Emérito.
- Universidad Internacional de la Paz, Barcelona, España.
- Universidad Nacional de Cuyo, Mendoza,  Argentina.